# Compositie XII in zwart en wit
Compositie XII in zwart en wit is een schilderij van de De Stijl-voorman Theo van Doesburg. Het is in het bezit van het Kunstmuseum in Bazel.

## Het werk

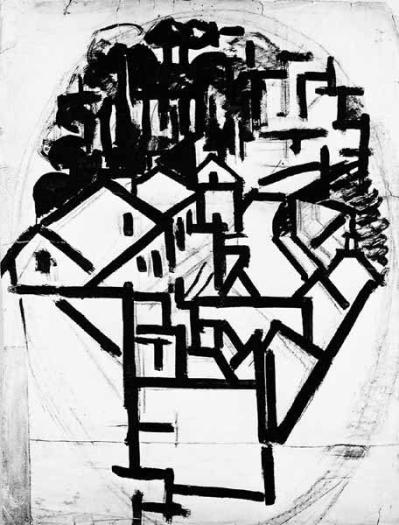
Theo van Doesburg. Landschap (studie voor compositie XII). 1918 (?). Utrecht, Centraal Museum.

Het werk is een 'doorbeelding' (abstracte uitwerking) van een landschap, dat zich tegenwoordig in het Centraal Museum in Utrecht bevindt. Op een omstreeks 1927 door Van Doesburg opgestelde lijst van schilderijen komt het voor als Compositie XIV ... 1918 (zwart/wit Landschap).

## Herkomst
Van Doesburg liet het werk na aan zijn derde vrouw Nelly van Doesburg, die het in 1937 verkocht aan de in 1933 door Maja Hoffmann-Stehlin opgerichte Emanuel Hoffman Stiftung. Deze stichting gaf het in 1940 in blijvend bruikleen aan het Kunstmuseum in Bazel.